# Roberto Menéndez
Roberto Menéndez López (nascido em 9 de outubro de 1949) é um ex-ciclista olímpico cubano. Representou sua nação nos Jogos Olímpicos de Verão de 1968, 1972 e 1976.